# Saint Louis Billikens

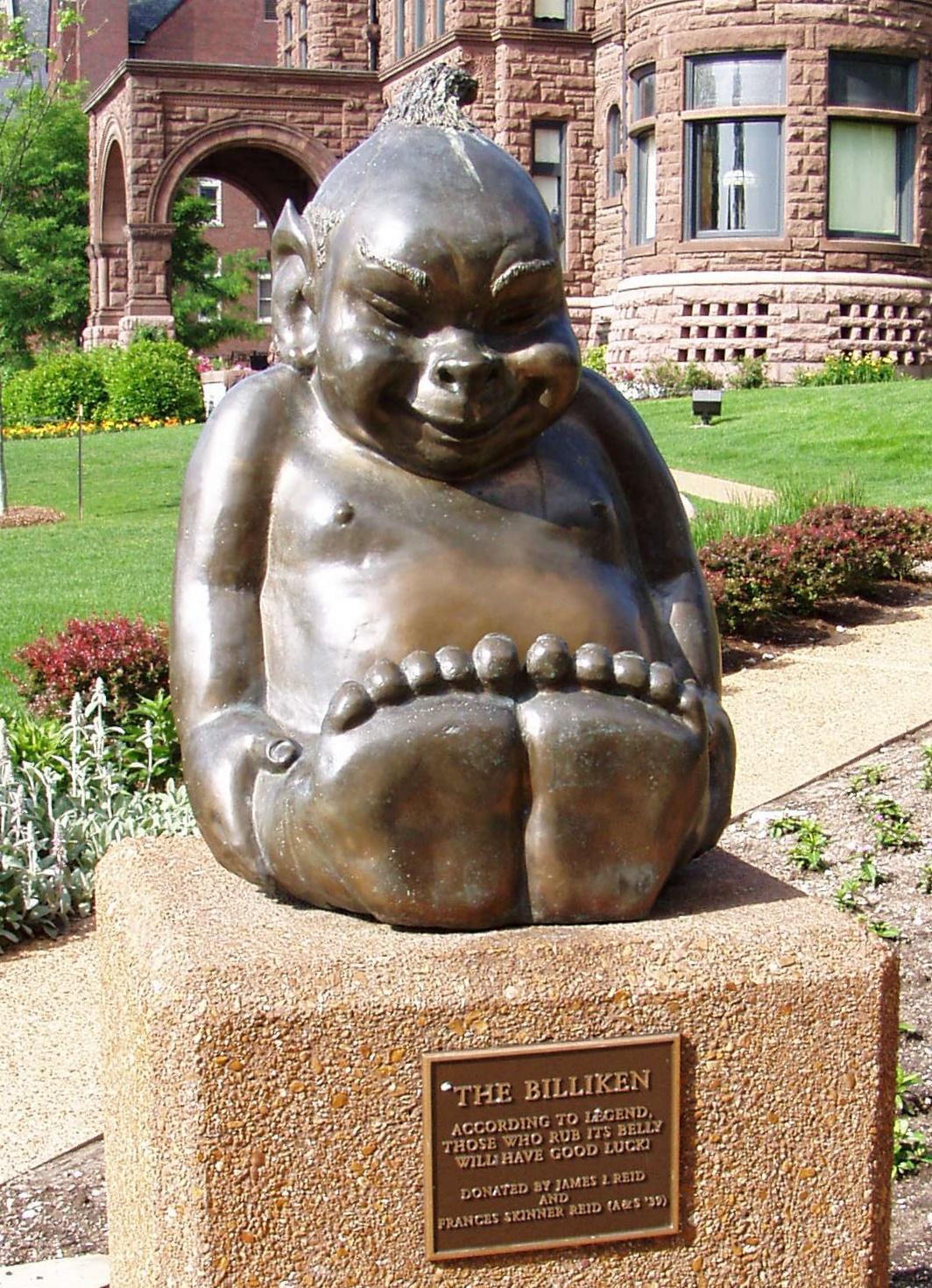
Billiken.

Saint Louis Billikens (Billikens de la Universidad de San Luis) es el nombre de los equipos deportivos de la Universidad de San Luis, situada en San Luis (Misuri). Los Billikens participan en las competiciones universitarias organizadas por la NCAA, y forman parte de la Atlantic Ten Conference.

## Apodo
Probablemente sea el apodo más original de todos los utilizados por equipos universitarios norteamericanos. El billiken es un personaje que una profesora de arte e ilustradora de principios del siglo XX, Ms. Florence Pretz, dijo haber visto en sueños, algo similar a un elfo. La imagen se hizo enseguida popular en Estados Unidos. El origen de aplicarlo como apodo a los deportistas de la universidad de San Luis es confuso, pero se cree que se debe a que unos periodistas que seguían un partido de fútbol americano en 1911 vieron en la cara del entonces entrenador del equipo, John R. Bender, un parecido enorme con la criatura, por lo que dibujaron una caricatura del mismo al día siguiente que gustó tanto que pasó a ser el apodo de los equipos.

## Programa deportivo
Los Billikens tienen 8 equipos masculinos y 10 femeninos:
| - Masculino - Baloncesto - Cross - Fútbol - Tenis - Atletismo - Atletismo en pista cubierta - Béisbol - Natación y Saltos | - Femenino - Baloncesto - Cross - Fútbol - Tenis - Atletismo - Atletismo en pista cubierta - Sófbol - Hockey sobre hierba - Lacrosse - Voleibol |

## Fútbol

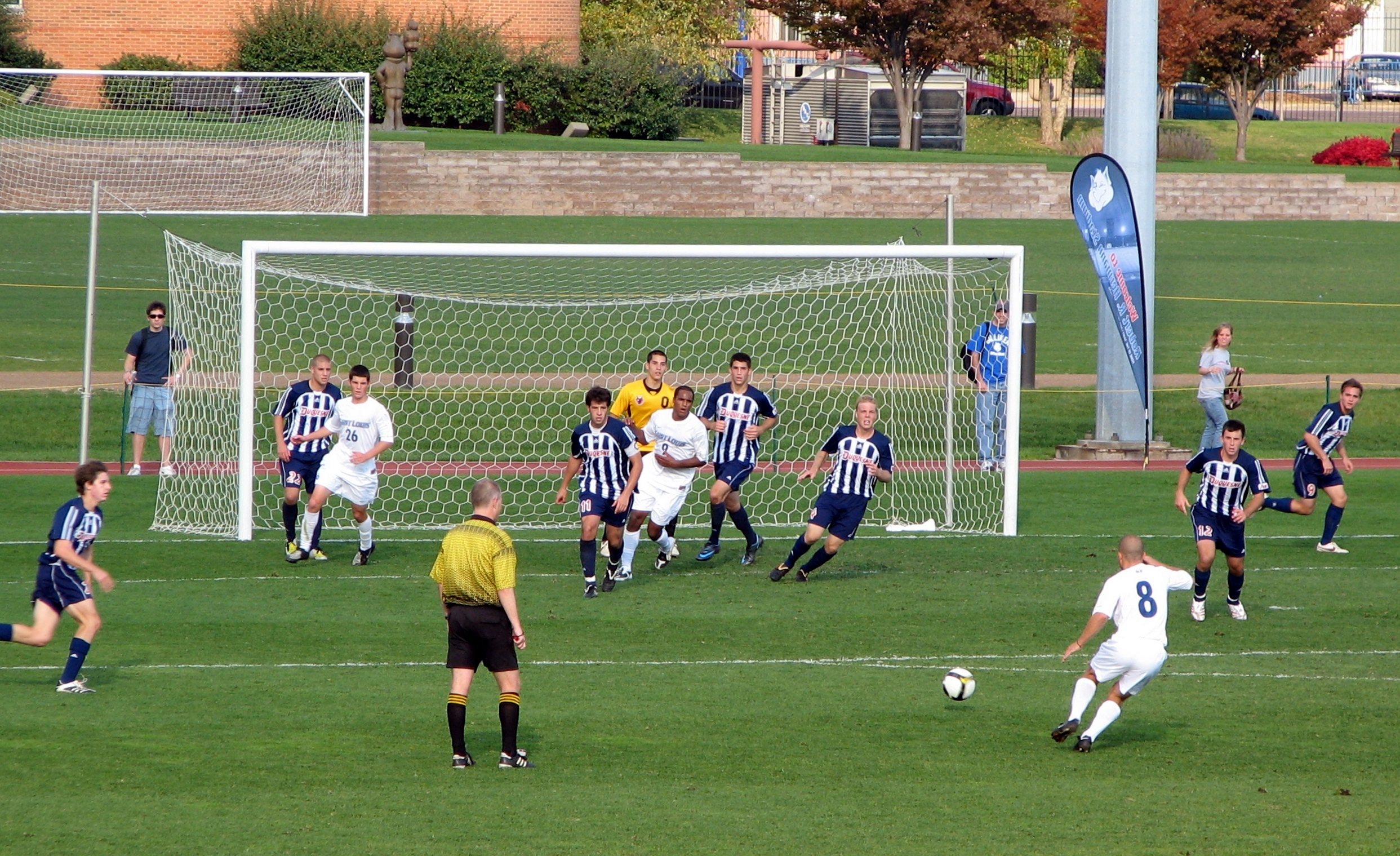
Partido de fútbol masculino contra Duquesne.

El equipo de fútbol masculino de la Universidad de San Luis es el que más éxitos ha dado a su universidad, ya que ha ganado en 10 ocasiones el campeonato nacional de fútbol de la División I de la NCAA (1959, 1960, 1962, 1963, 1965, 1967, 1969, 1970, 1972 y 1973). Posee también el récord de más apariciones en la fase final del torneo, con 43. De sus filas han salido jugadores profesionales como Brian McBride, que juega en el Fullham de la Premier League inglesa.

## Baloncesto
El mayor éxito del equipo de baloncesto masculino fue la consecución del título de la NIT en 1948, un torneo que han jugado en 18 ocasiones, la última de ellas en 2004. En 6 ocasiones han llegado a la fase final de la NCAA, la última de ellas en 2000. 14 jugadores de St. Louis han legado a la NBA, entre los que destacan Ed Macauley, miembro del Basketball Hall of Fame, o el actual jugador de New York Knicks, el escolta Larry Hughes.